# Manuscrit de Bayeux

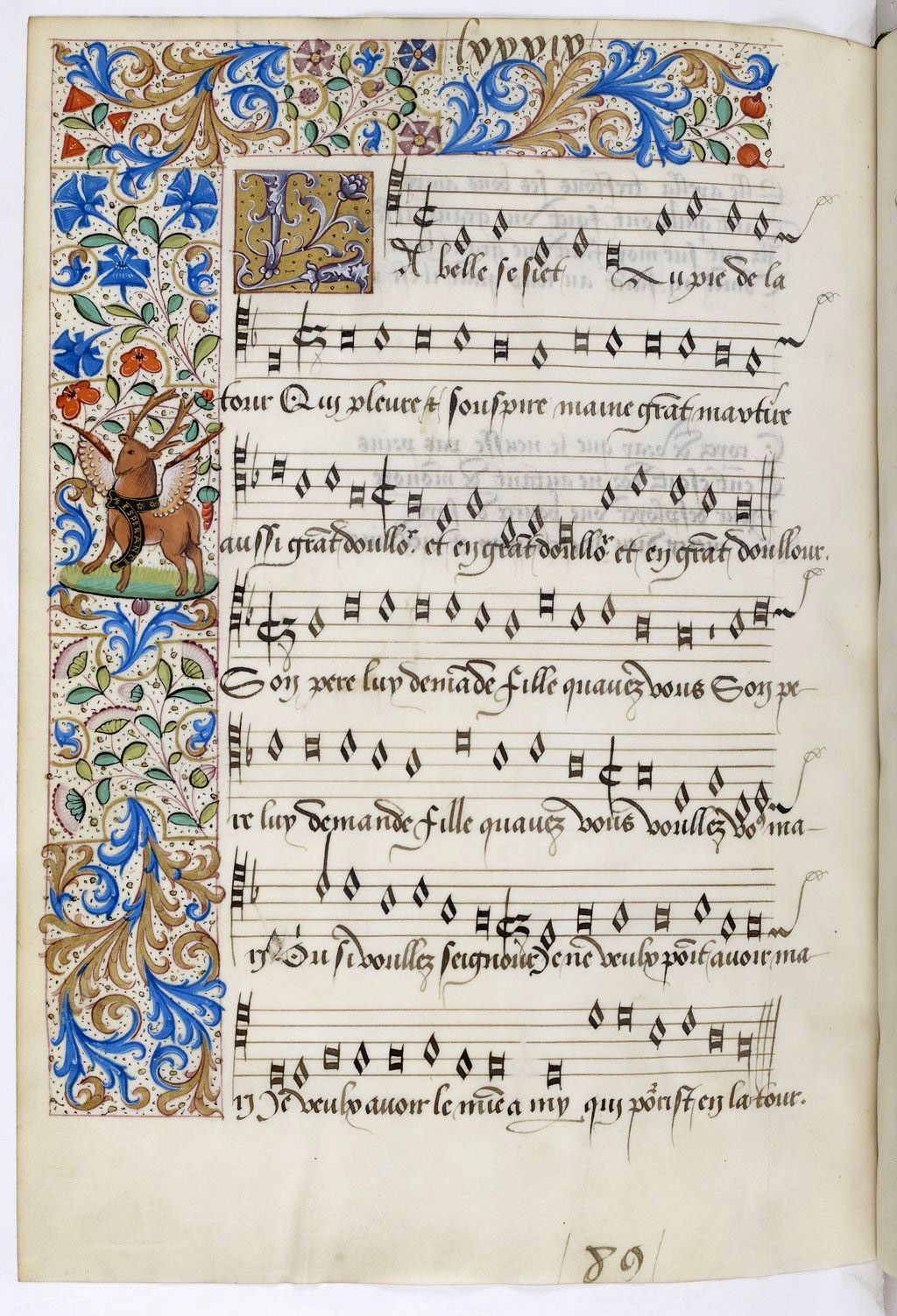
Manuscrit de Bayeux, chanson 89, f.92v

Le Manuscrit de Bayeux est un recueil de cent trois chansons réunies au début du XVIe siècle pour Charles III de Bourbon et composées à la fin du XVe siècle, c'est-à-dire quelques dizaines d'années après la  fin de la guerre de Cent Ans. Il est conservé à la Bibliothèque nationale de France sous la cote Fr. 9346
Si l'on lit la première lettre des 16 premières chansons, on peut lire CHARLES DE BOURBON (a l'époque le V et le U se lisent pareillement)
Dans les enluminures de plusieurs pages, l'on retrouve le cerf ailé de Charles de Bourbon, avec en collier sa devise "Espérance".

## Chansons
- C'est a ce joly moys de may
- Helas, mon cueur
- A la duche de Normandie
- Royne des fleurs que je désire tant
- Le bon espoir que mon cueur a
- En amours n'a sinon bien
- Souvent je m'esbats
- Dieu mercy, j'ay bien labouré
- En despit des faulx envieux
- Belle, belle très doulce mère Dieu
- On doibt bien aymer l'oyselet
- Vostre beaulté
- Royne des flours
- Bevons, ma commere
- Or sus, or sus
- Ne l'oseray je dire
- Hé! j’ai veu le temps
- Royne des flours
- J'ay veu la beaulté, m'amye
- Reconfortez le petit cueur de moy
- J’ay mis mon cueur
- Je suis entré en nouvelIe pensée
- En regardant vo gratieux maintien
- Le grant desir d'aymer
- J'ay advisé ung rosier
- L’amour de moy si est enclose
- Il est venu le petit oyseillon
- J'aimeray mon amy de bone amour certaine
- Fleur de gaieté
- Dieu gard cele de deshonneur
- Helas, pourquoy ?
- Pour avoir fact au gré de mon amy
- Quant je voy renouveler
- HelIas, il est pic de ma vie
- Helas, Olivier Vasselin
- Bon vin, je ne te puis laisser
- Hellas, ma dame
- Ce sont varlets de Vire
- Gentils galants
- Gente de corps
- Ma fame m'ayme
- Au feu, au feu
- Je trouvay la fillette
- Tres doulx penser
- Celle qui m'a demandé
- Puisque Robin j'ay a nom
- Je le lesray
- Triste plaisir
- Mais que ce fust le plaisir d'elle
- En despit des faulx medisans
- En ce premier jour de mai
- Vecy le may
- Adieu mes amours
- Et qui la dira, dira
- Le Roy engloys
- La belle se siet au pié de la tour
- A mon jardin croist la fleur souveraine
- Jamais amoureux
- M'erme je n'ay point
- Dessoubz la branche
- Triste et pensif suis
- Dieu la gard, la bergerotte
- Baisés moy
- L'aultre jour